# Aleksander Ładoś
Aleksander Wacław Ładoś (ur. 27 lipca 1891 we Lwowie, zm. 27 grudnia 1963 w Warszawie) – polski dyplomata, urzędnik konsularny, publicysta i polityk. Członek i nieformalny lider grupy zwanej od jego nazwiska „grupą Ładosia” lub „grupą berneńską”, która w latach 1941–1943 wystawiała nielegalne paszporty latynoamerykańskie Żydom z gett w okupowanej Polsce.

## Życiorys
Syn Jana, starszego radcy Dyrekcji Poczty we Lwowie i Albiny z domu Kalous. Ukończył z wyróżnieniem IV Gimnazjum Klasyczne we Lwowie, następnie studiował historię na Wydziale Filozoficznym Uniwersytetu Jana Kazimierza we Lwowie. W 1913 rozpoczął działalność polityczną w PSL „Piast”, poznając osobiście Wincentego Witosa i Jana Dąbskiego. Po wybuchu I wojny światowej brał udział w organizacji Legionu Wschodniego, po czym wyjechał do Lozanny, gdzie kontynuował przerwane studia.
Po odzyskaniu niepodległości, wiosną 1919 wrócił do kraju i w czerwcu 1919 wstąpił do służby dyplomatycznej RP. Do wiosny 1920 delegat ds. plebiscytu na Spiszu i Orawie. Od kwietnia 1920 pracownik centrali MSZ w Warszawie, od 17 sierpnia 1920 kierownik Wydziału Prasowego MSZ. W latach 1920–1921 był sekretarzem delegacji polskiej na rozmowy pokojowe z Rosją Sowiecką w Mińsku i Rydze, uczestniczył w rozmowach Jana Dąbskiego z Adolfem Joffe.
W grudniu 1921 mianowany na kierownika Wydziału Środkowo-Europejskiego w Departamencie Politycznym MSZ, od 31 stycznia 1922 naczelnik tego wydziału. 9 października 1923 mianowano go posłem RP w Rydze, zaś po przewrocie majowym odwołując. 1 marca 1927 mianowany na konsula generalnego RP w Monachium. Po objęciu 30 czerwca 1931 funkcji wiceministra spraw zagranicznych przez Józefa Becka został zwolniony z MSZ.
Do agresji III Rzeszy i ZSRR na Polskę zajmował się publicystyką polityczną. Był redaktorem naczelnym Gazety Handlowej, publikował w Odnowie, Polonii, Wieczorze Warszawskim, ABC, Zwrocie i Gońcu Warszawskim, używając pseudonimu Wacław Nienaski. Krytykował politykę Józefa Becka, politycznie zbliżył się do Frontu Morges.
W kwietniu 1938 roku, około pół roku przed Układem Monachijskim na łamach tygodnika "Zwrot" w artykule "Czechosłowacja" pisał m.in.: "Wobec Polski, polityka czechosłowacka posiada sporo grzechów na sumieniu (…) od pewnego czasu nie mniej grzechów wobec Czechosłowacji ma oficjalna polityka polska, odpłacając jej pięknym za nadobne. Nadchodzi pora, w której stosunki polsko-czechosłowackie w obustronnym interesie, muszą być uregulowane. Plany uregulowania ich po rozbiorze Czechosłowacji, z państwem czeskim okrojonym, są czystą fantazją. Wystarczy rzut oka na mapę, aby stwierdzić, że okrojone państwo czeskie, będzie musiało być klientem niemieckim, ale nigdy nie sprzymierzeńcem polskim. Wystarczy też rzut oka na mapę, aby przekonać się, jak wielkim niebezpieczeństwem byłoby dla Polski zniknięcie państwa czechosłowackiego, czym groziłoby naszym granicom południowym. Jest istotną zagadką, na jakich drogach myśl polityczna niektórych Polaków może dochodzić do wniosku, że rozbiór Czechosłowacji leży w interesie państwa polskiego."
Od 3 października do 7 grudnia 1939 sprawował funkcję ministra bez teki w rządzie Władysława Sikorskiego z ramienia Stronnictwa Ludowego, zastąpił go Stanisław Kot. Członek Komitetu Ministrów dla Spraw Kraju z ramienia stronnictwa Ludowego od 8 listopada 1939 roku. Od 24 maja 1940 do lipca 1945 pełnił misję posła w Bernie w randze chargé d’affaires ad interim. Do jego zadań należała m.in. opieka nad polskimi i żydowskimi uchodźcami, a także kilkunastoma tysiącami internowanych żołnierzy Drugiej Dywizji Strzelców Pieszych generała Bronisława Prugar-Ketlinga. Ładoś prowadził też negocjacje na temat przystąpienia Litwy do planowanej po wojnie konfederacji polsko-czechosłowackiej, a pod koniec wojny – za zgodą MSZ – nieformalne rozmowy na temat kształtu granicy wschodniej. Przez Berno przesyłane też były środki na pomoc humanitarną dla polskich uchodźców na całym świecie.

## Grupa Ładosia i akcja ratowania Żydów
W okresie sprawowania funkcji w Szwajcarii prowadził wraz ze współpracownikami operację (o kryptonimie „Sprawy paszportowe”) wydawania polskim (i prawdopodobnie również holenderskim) Żydom paragwajskich i honduraskich paszportów, poświadczeń obywatelstwa Boliwii i Salwadoru, oraz certyfikatów pozwalających na emigrację do brytyjskiej Palestyny, ocalając z Holocaustu około 400 istnień ludzkich. Akcja ta rozpoczęta była już na przełomie 1939/40, więc długo przed konferencją w Wannsee, na której zapadły decyzje w sprawie eksterminacji Żydów.
Od 1941 roku współpracowano ze szwajcarskim notariuszem, konsulem honorowym Paragwaju Rudolfem Hüglim, który sprzedawał Poselstwu blankiety paszportowe in blanco. Ich wypełnianiem zajmował się wicekonsul RP Konstanty Rokicki. Za transport blankietów i pieniędzy, kontaktami z organizacjami żydowskimi oraz koordynację przemytu kopii dokumentów do Kraju odpowiadał żydowski pracownik konsulatu dr Juliusz Kühl, który otrzymał od Ładosia wolną rękę w swoich działaniach. Ładoś odmawiał zwolnienia go i – by chronić go przed grożącym mu aresztowaniem – wywalczył dla niego status dyplomaty.
Bezpośrednim przemytem kopii paszportów do Kraju zajmowały się dwie organizacje żydowskie, RELICO Abrahama Silberscheina i szwajcarska gałąź Agudat Israel, kierowana przez Chaima Eissa. W proceder zaangażowany był też zastępca Ładosia, radca Stefan Ryniewicz.
W październiku 1943 roku, po wykryciu sprawy paszportów przez szwajcarską policję, Ładoś podjął interwencję u ministra spraw zagranicznych Szwajcarii Marcela Pilet-Golaza, która najprawdopodobniej doprowadziła do uwolnienia aresztowanych działaczy żydowskich oraz zatuszowania sprawy. Jednocześnie w sprawie tej interweniował wobec policji szwajcarskiej radca Stefan Ryniewicz.
W rezultacie kwerendy przeprowadzonej w 2019 roku ustalono że, do końca wojny Ładosiowi i jego współpracownikom udało się wystawić co najmniej 3262 paszportów zagrożonym osobom pochodzenia żydowskiego. Współpracownik Ładosia, Abraham Silberschein, raportował w styczniu 1944, że efektem działań grupy Ładosia, było ocalenie około 10 tys. osób przed masową wywózką do niemieckich obozów zagłady.

## Życie powojenne

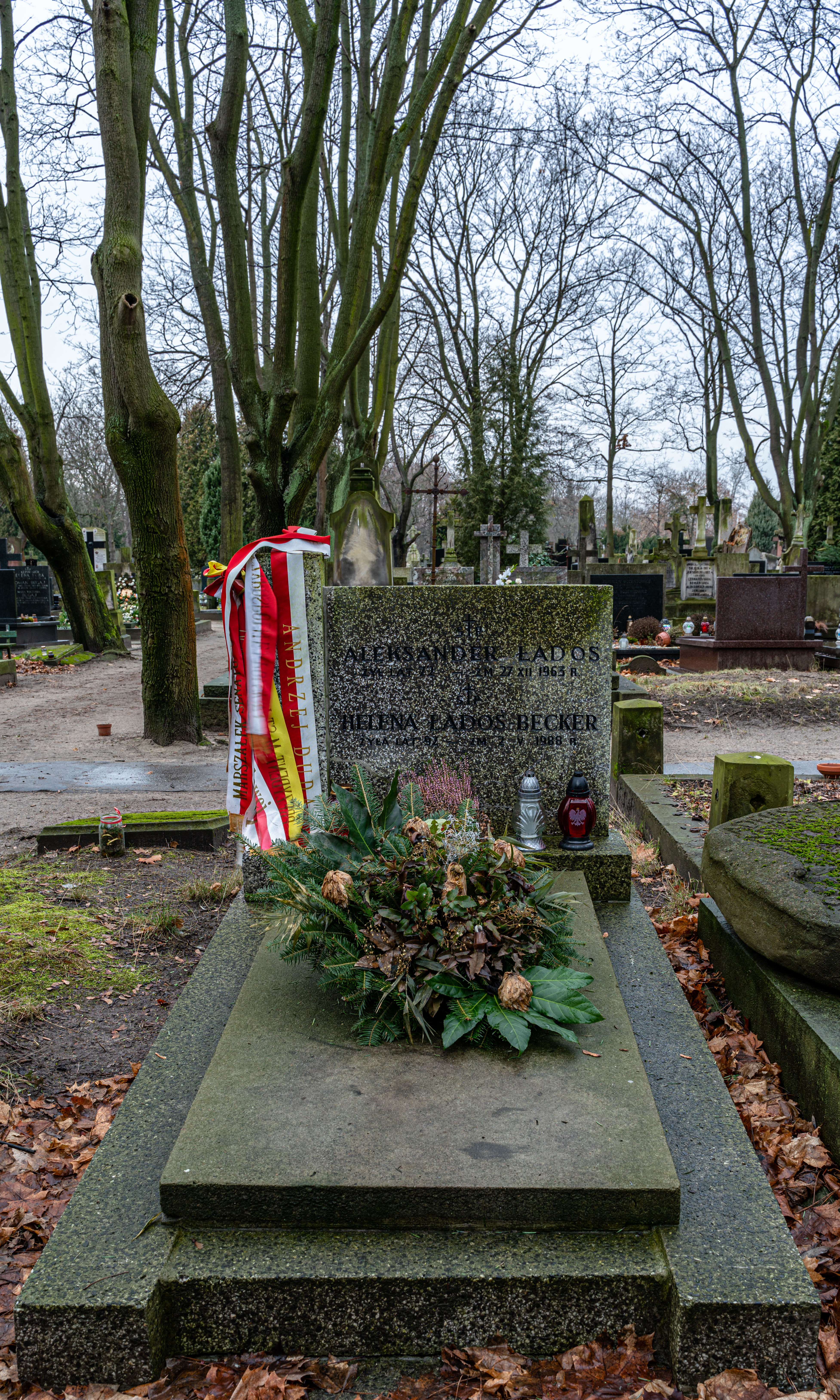
Grób Aleksandra Ładosia na cmentarzu Powązkowskim

Po wycofaniu przez Szwajcarię uznania dla rządu RP na uchodźstwie, Ładoś pozostał na emigracji. Od września 1945 do lipca 1946 roku mieszkał w Lozannie, jesienią 1946 osiadł w Clamart pod Paryżem. W 1960 powrócił do Polski. Zamieszkał w Warszawie, gdzie zmarł.
Spoczywa na cmentarzu Powązkowskim (kwatera 77-5-30).
Pozostawił trzy tomy niepublikowanych pamiętników. Zmarł w trakcie prac nad trzecim tomem i – mimo zapowiedzi – nie zdążył ze szczegółami opisać sprawy paszportów.

## Ordery i odznaczenia
- Krzyż Kawalerski Orderu Odrodzenia Polski (7 listopada 1925)[10]
- Medal Virtus et Fraternitas (pośmiertnie, 28 maja 2019)[11][12]
- Wielki Oficer Orderu Korony Rumunii (Rumunia)
- Wielki Oficer Orderu Świętego Sawy (Jugosławia)[13]
- Komandor Orderu Trzech Gwiazd (Łotwa)
- Złoty Medal Kongresu (Stany Zjednoczone, pośmiertnie, 2024)[14]

## Upamiętnienie

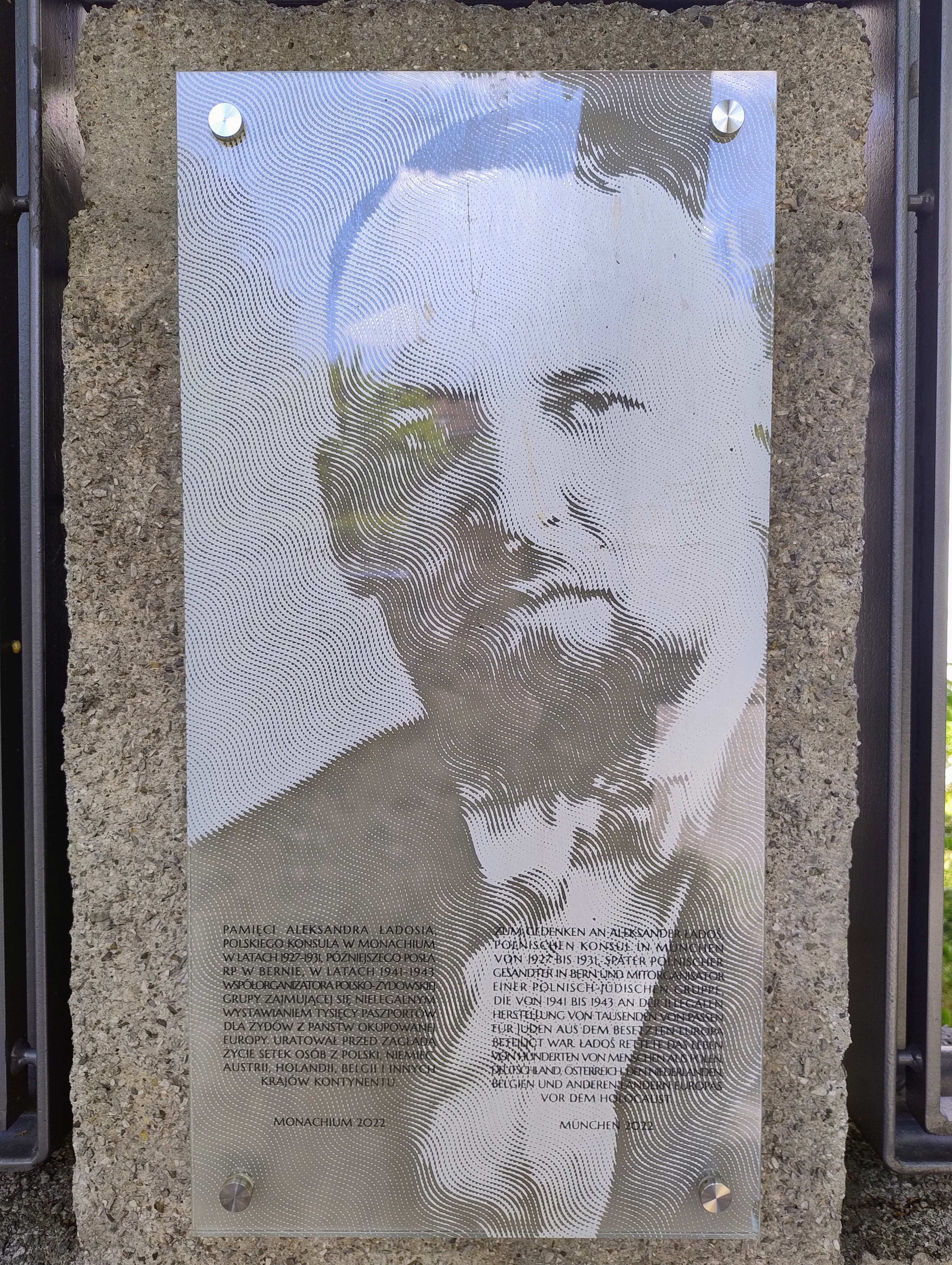
Tablica poświęcona pamięci Aleksandra Ładosia na ogrodzeniu Konsulatu Generalnego RP w Monachium

27 grudnia 2018 roku, w przeddzień 55. rocznicy śmierci posła Aleksandra Ładosia, na warszawskich Powązkach odprawiono nabożeństwo z udziałem polskiego ministra spraw zagranicznych Jacka Czaputowicza, wiceministra kultury Magdaleny Gawin, a także weteranów II wojny światowej. Na cmentarzu byli obecni rabin Orieł Zaretsky z warszawskiej gminy wyznaniowej i przedstawiciele American Jewish Committee. Z grona zaproszonych ambasadorów przybył tylko chargé d'affaires ambasady Szwajcarii. „Szczególnie zaskakująca była nieobecność dyplomatów Izraela”.

## Kontrowersja Instytutu Jad Waszem
W kwietniu 2019 roku Instytut Jad Waszem poinformował o przyznaniu tytułu Sprawiedliwego wśród Narodów Świata konsulowi Konstantemu Rokickiemu, którego uznał za lidera Grupy Ładosia i o przyznaniu wyrazów uznania „konsulom” Aleksandrowi Ładosiowi i Stefanowi Ryniewiczowi. Decyzja zawierająca poważne błędy faktograficzne (Ładoś i Ryniewicz byli przełożonymi Rokickiego, a nie jego podwładnymi i żaden z nich nie był konsulem) spotkała się z protestem rodziny Rokickiego, której przedstawicielka odmówiła przyjęcia medalu do wyjaśnienia sprawy dwóch pozostałych dyplomatów. Decyzja wywołała także reakcję ponad 30 ocalonych przez Grupę Ładosia, którzy wystosowali do Jad Waszem list protestacyjny. Również ambasador RP w Szwajcarii Jakub Kumoch, określił decyzję Jad Waszem jako „nieporozumienie”, podkreślając, że Rokicki działał pod kierownictwem Ładosia i Ryniewicza Protestował również jeden z odkrywców Grupy Ładosia, polski konsul honorowy w Zurychu, Markus Blechner. W listopadzie 2021 roku Instytut Jad Waszem poinformował, że Ładoś nie otrzyma tytułu.